# 丝鳍指鼬鳚
丝鳍指鼬鳚（学名：Dicrolene tristis）为蛇鳚科指鼬鳚属的鱼类。分布于原发现于菲律宾吕宋岛东南拉盖湾、北婆罗洲湾及印度尼西亚的苏拉威西岛以及海南岛东侧南海、东海琉球海沟北部及西北部等，属于西太平洋热带和西北太平洋水深423-1110米底为灰泥质海域的底层鱼类。该物种的模式产地在吕宋岛Lagony湾。